# Augmentacja kości
Augmentacja kości (inaczej sterowana regeneracja kości, pot. nadbudowa kości) – zabieg polegający na wypełnieniu pojedynczych ubytków kości wyrostka zębodołowego i pozwalający na zwiększenie grubości i wysokości wyrostka zębodołowego poprzez wytworzenie tkanki kostnej. Najczęściej wykonywany w celu wszczepienia implantów stomatologicznych.
Podczas zabiegu w regenerowanej okolicy odseparowuje się płat śluzówkowo-okostnowy, umieszcza się materiał kostny lub kościozastępczy i przykrywa się go specjalną membraną oraz odpreparowanym płatem błony śluzowej. Po kilku miesiącach organizm zmieni materiał we własną i pełnowartościową kość pacjenta, gotową na obciążenie implantami. Przy znacznych zanikach kości zdarza się, że kość nie odbudowała się całkowicie zabieg trzeba powtórzyć. Przy małych zanikach można augmentację przeprowadzić dopiero podczas zabiegu implantacji.
Planowanie zabiegu odbywa się na podstawie pantomogramu oraz badania klinicznego, często wykorzystuje się również obrazowanie trójwymiarowe (np. tomografia komputerowa).

## Rodzaje materiałów stosowanych w augmentacji kości
1. Autografty (przeszczepy własnej kości pacjenta). Przeszczepy autogenne są uważane za "złoty standard" w augmentacji kości ze względu na ich doskonałą biokompatybilność i brak ryzyka odrzutu. Kość najczęściej pobierana jest z obszarów takich jak żuchwa, biodro czy czaszka.
2. Allografty (przeszczepy kości od dawcy). Allografty to materiał kostny pochodzący od innego człowieka, zazwyczaj z banku kości. Przeszczepiony materiał przechodzi procesy oczyszczania i sterylizacji, aby wyeliminować ryzyko infekcji i odrzutu.
3. Ksenografty (przeszczepy kości zwierzęcej). Ksenografty są pozyskiwane z kości zwierząt, najczęściej bydła. Przed przeszczepieniem są one przetwarzane w sposób, który eliminuje wszelkie komórki organiczne, pozostawiając tylko minerały.
4. Substytuty syntetyczne. Syntetyczne materiały augmentacyjne, takie jak hydroksyapatyt, fosforany wapnia, czy trójfosforan wapnia, są coraz częściej stosowane ze względu na ich biokompatybilność i możliwość produkcji w dużych ilościach. Są również atrakcyjne ze względu na brak ryzyka przenoszenia chorób.